# Новомиколаївська сільська рада (Мелітопольський район)
| Новомиколаївська сільська рада — колишній орган місцевого самоврядування у Мелітопольському районі Запорізької області з адміністративним центром у с. Новомиколаївка. Сільській раді підпорядковані населені пункти: - с. Новомиколаївка - с. Зеленчук - с. Першотравневе - с. Південне - с. Східне - с-ще Трудове |

## Склад ради
Рада складається з 20 депутатів та голови.

### Керівний склад ради
| ПІБ                       | Основні відомості                                                    | Дата обрання | Дата звільнення |
| ------------------------- | -------------------------------------------------------------------- | ------------ | --------------- |
| Таланов Євген Миколайович | Сільський голова, 1970 року народження, освіта, член народної партії | 26.03.2006   | 31.10.2010      |

Примітка: таблиця складена за даними джерела